# 대우조선해양그룹
대우조선해양그룹(大宇造船海洋-, Daewoo Shipbuilding & Marine Engineering Group: DSME)은 대한민국의 대규모 기업집단이다. 
2000년 외환위기로 대우그룹이 해체되면서 대우중공업에서 분리되어 워크아웃을 겪었고 워크아웃 조기 졸업과 함께 대우조선해양으로 사명을 변경하였다. 
2009년에는 수주량 기준으로 세계 1위 조선해양기업에 오르기도 했다. 2013년 자산규모 15위의 대규모 기업집단이며 주요 계열사는 대우조선해양, 신한중공업 등이 있다.